# Club Atlético Barracas Central
El Club Atlético Barracas Central és un club de futbol argentí de la ciutat de Buenos Aires, al barri de Barracas.

## Història

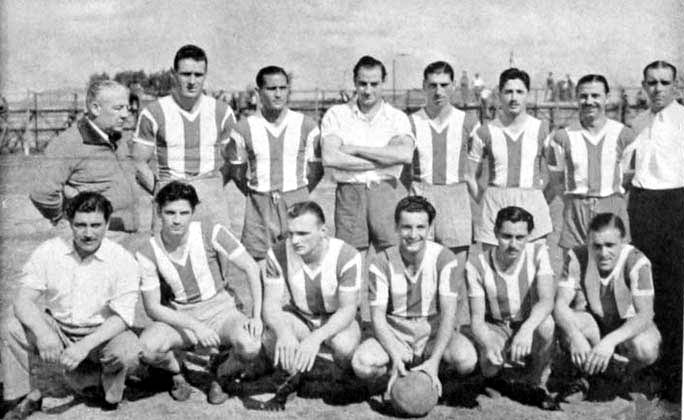
Barracas Central el 1944.

El club va ser fundat el 5 d'abril de 1904 amb el nom Barracas Central del Sud. El 1911 ingressà a la federació amb el nom Villa Soldati. El 1913 adoptà el nom Barracas Central. El 1931, amb l'aparició de la lliga professional, el club romangué al campionat amateur, i el 1934 amb la fusió de les federacions baixà a segona.

## Futbolistes destacats
- Lucas Barrios[4]

## Palmarès
- División Intermedia (1): 
  - 1919 Asociación Amateurs de Football (AAm)
- Primera C (3): 
  - 1944, 1948, 2009-10
- Primera D (3): 
  - 1974, 1981, 2003-04